# マーグ・ヘルゲンバーガー
マーグ・ヘルゲンバーガー（Marg Helgenberger, 1958年11月16日 - ）はアメリカ合衆国ネブラスカ州フリーモント出身の女優。テレビドラマ『CSI:科学捜査班』のキャサリン・ウィロウズ役で知られる。なおMargのgの発音はいわゆる「硬いG」と呼ばれる物であってマージではない。

## 経歴
ノースウェスタン大学卒業後、舞台での演技が認められスカウトされる。ベトナムを舞台としたドラマ『チャイナ・ビーチ』でエミー賞助演女優賞を受賞。主演女優賞にも2回ノミネートされ、認められる。
TVシリーズ『ER緊急救命室』2ndシーズンで、ジョージ・クルーニーの情事の相手役として出演。
映画では1995年『バッドボーイズ』でウィル・スミス、マーティン・ローレンス、ティア・レオーニらと共演。同年『スピーシーズ 種の起源』には博士役で出演、ナターシャ・ヘンストリッジやフォレスト・ウィテカーらと共演。続編の『スピーシーズ2』にも出演している。1997年にはスティーヴン・セガール主演“沈黙シリーズ”の『沈黙の断崖』に出演。2000年『エリン・ブロコビッチ』ではジュリア・ロバーツと共演、原告側住民の代表的存在である主婦を演じた。
2000年10月から始まった『CSI:科学捜査班』では、キャサリン・ウィロウズ役で出演。
2004年『イン・グッド・カンパニー』ではデニス・クエイド、スカーレット・ヨハンソンと共演している。
2009年10月、経済誌フォーブス誌が「最も稼いでいる女性セレブ」のランキングを発表し、2008年の収入が950万ドル（日本円で約8億5,500万円）で3位にランクインした。
2010年8月、テレビガイド誌によると『CSI:科学捜査班』の1エピソードあたりの推定出演料が37万5,000ドル（日本円で約3,188万円）であることがわかった。

## 私生活
1989年、俳優のアラン・ローゼンバーグ（Alan Rosenberg）と結婚し、息子（ヒュー）をもうける。2008年、19年間の結婚生活の末、別居することが発表された。

## 主な出演作品

### 映画
- オールウェイズ（Always, 1989年）
- ねじれた家族（Crooked Hearts, 1991年）
- スティーブン・キング/トミーノッカーズ（The Tommyknockers、1993年） ミニシリーズ
- スピーシーズ 種の起源（Species, 1995年）
- バッドボーイズ（Bad Boys, 1995年）
- 沈黙の断崖（Fire Down Below, 1997年）
- 死にたいほどの夜（The Last Time I Committed Suicide, 1997年）
- スピーシーズ2（Species II, 1998年）
- エリン・ブロコビッチ（Erin Brockovich, 2000年）
- イン・グッド・カンパニー（In Good Company, 2004年）
- Mr.ブルックス 完璧なる殺人鬼（Mr. Brooks, 2007年）
- ファイナル・ミッション（Columbus Day, 2008年）
- ワンダーウーマン（Wonder Woman, 2009年） ※オリジナルビデオ、声の出演
- 僕のワンダフル・ジャーニー（A Dog's Journey, 2019年）

### テレビドラマ
- チャイナ・ビーチ（原題）（China Beach, 1988年 - 1991年）
- ER緊急救命室（ER, 1995年 - 1996年）
- CSI:科学捜査班（CSI: Crime Scene Investigation, 2000年 - 2012年、2013年、2015年） - キャサリン・ウィロウズ
- サイバー捜査官 〜インテリジェンス〜（Intelligence, 2014年） - リリアン・ストランド
- アンダーザドーム（Under the Dome, 2015年） - クリスチャン・プライス